# Brazil International Series 2022
Die Brazil International Series 2022 im Badminton fand vom 14. bis zum 18. September 2022 in Teresina statt.

## Sieger und Platzierte
| Disziplin    | Gold                               | Silber                             | Bronze                                                    |
| ------------ | ---------------------------------- | ---------------------------------- | --------------------------------------------------------- |
| Herreneinzel | Uriel Canjura                      | Bernardo Atilano                   | Jonathan Matias                                           |
| Herreneinzel | Uriel Canjura                      | Bernardo Atilano                   | Donnians Oliveira                                         |
| Dameneinzel  | Juliana Viana Vieira               | Vanessa Maricela Garcia Contreras  | Haramara Gaitan                                           |
| Dameneinzel  | Juliana Viana Vieira               | Vanessa Maricela Garcia Contreras  | Fernanda Saponara Rivva                                   |
| Herrendoppel | Fabrício Farias Francielton Farias | Jonathan Solís Anibal Marroquín    | Matheus Voigt Izak Batalha                                |
| Herrendoppel | Fabrício Farias Francielton Farias | Jonathan Solís Anibal Marroquín    | Waleson Vinicios Evangali Santos Marcos Ryan Santos Sousa |
| Damendoppel  | Jaqueline Lima Sâmia Lima          | Diana Corleto Soto Nikte Sotomayor | Monaliza Bezerra Feitosa Lorena Vieira                    |
| Damendoppel  | Jaqueline Lima Sâmia Lima          | Diana Corleto Soto Nikte Sotomayor | Jeisiane Alves Juliana Viana Vieira                       |
| Mixed        | Jonathan Solís Diana Corleto Soto  | Matheus Voigt Tamires Santos       | Fabrício Farias Jaqueline Lima                            |
| Mixed        | Jonathan Solís Diana Corleto Soto  | Matheus Voigt Tamires Santos       | Davi Silva Sânia Lima                                     |